# Terremoto de Pizarro de 2004
El terremoto de Bajo Baudó de 2004 o terremoto de Pizarro fue un poderoso sismo que sacudió el pacífico colombiano el 15 de noviembre de 2004 a las 04:06 UTC -5. El sismo tuvo una profundidad superficial y tuvo su epicentro en el  Océano Pacífico, a 50 km al suroeste del municipio de Bajo Baudó. Tuvo una Magnitud de 7,2Mw.

## Coordenadas
4.81 de Longitud
77.79 de Latitud
Profundidad superficial

## El sismo principal
La localización del sismo y su mecanismo focal permiten asociarlo al segmento central de la Zona de Subducción del Pacífico Colombiano. El mayor sismo instrumental en esta zona de fosa se registró el 19 de noviembre de 1991 con 7.2 (Mw), 10 kilómetros al sureste del sismo del 15 de noviembre de 2004.

## Réplicas
Se registraron centenares de réplicas, la mayoría entre 1,0 y 3,5.

## Daños
Se registraron daños en varios edificios de Cali, el más afectado fue el edificio torres de Alicante que sufrió daños en sus muros.